# Manuel de Oliveira Paiva
Manuel de Oliveira Paiva (Fortaleza, 2 de julho de 1861 – Fortaleza, 29 de setembro de 1892) foi um escritor cearense. Colaborou no periódico A Quinzena, publicação da agremiação cearense Clube Literário, do qual participavam João Lopes, Virgílio Brígido, Justiniano de Serpa, entre outros. Também publicou no jornal carioca A Cruzada e O Libertador, órgão da Sociedade Libertadora Cearense, período em que pública dois poemetos (Zabelinha ou a Tacha Maldita e 25 de Março) e um romance (A Afilhada). Sua obra de maior renome, Dona Guidinha do Poço, foi publicada postumamente, em 1952, por inciativa da pesquisadora e crítica literária Lucia Miguel Pereira.

## Biografia
Era filho do mestre João Francisco de Oliveira, português, dos Açores, e de Dona Maria Isabel de Castro Paiva.
Cursou o seminário do Crato, mas trocou a vida eclesiástica pela militar, indo estudar na Escola Militar do Rio de Janeiro, retornando à terra natal em 1883, devido a problemas pulmonares.
Teve participação ativa na campanha abolicionista, colaborando no jornal Libertador. Destacou-se, também, como membro do Clube Literário.
Sua única obra publicada em vida foi A Afilhada, novela que saiu em folhetins no Libertador em 1889. Neste jornal e em A Quinzena saíram alguns de seus poemas abolicionistas e seus contos realistas. Em livro, porém, seus escritos só seriam publicados postumamente, algumas dezenas de anos depois da sua morte.
Sua obra-prima, Dona Guidinha do Poço, escrita em 1892, é um dos maiores romances do Naturalismo brasileiro e possui uma história interessante: seus originais foram entregues pelo próprio autor ao amigo Antônio Sales, que entregou uma cópia a Lopes Filho, que a perde, e outra a José Veríssimo, que iniciou a publicação, interrompida com a falência da sua Revista Brasileira; no fim dos anos 40, porém, Lúcia Miguel-Pereira encontra uma cópia com Américo Facó, depois de intensa pesquisa. Ela publicou, finalmente, Dona Guidinha do Poço em 1952.
A Afilhada ganhou edição em livro em 1961, e seus contos foram publicados pela Academia Cearense de Letras em 1976.

## Obras
- Dona Guidinha do Poço (1952)
- A Afilhada (1961)
- Contos (1976)

Escrito já no final de seus 31 anos de existência, a publicação de Dona Guidinha do Poço, romance antecipador da ficção regionalista de 30, reinscreveu o autor na história da literatura brasileira meio século depois de sua morte. Na série Revisões da Graphia Editorial, com introdução, seleção e notas de Rolando Morel Pinto, professor da Universidade de São Paulo, foi editada a Obra Completa de Oliveira Paiva, que reúne aos romance citados contos e poemas.